# 烏戈利尼峰
78°1′S 161°31′E / 78.017°S 161.517°E
烏戈利尼峰是南極洲的山峰，位於維多利亞地的斯科特海岸，處於諾布赫德山以南10公里，海拔高度超過2,200米，現時由南極條約體系管理。